# محمود مسعود
محمود مسعود (3 سبتمبر 1952 - 11 يونيو 2020)، ممثل مصري.

## عن حياته
حصل على درجة البكالوريوس من المعهد العالي للفنون المسرحية في عام 1975، وعمل عقب التخرج في مسرح الطليعة، ثم شارك في بطولة عدد كبير من الأفلام السينمائية، منها (مجانينو، المتمرد، الشرسة، حكاية تو)، ثم شارك بالعديد من الدوار في التليفزيون، ومن المسلسلات التي عمل بها: (اللقاء الثاني، مغامرات زكية هانم، جمهورية زفتى، أكتوبر الآخر)

## من أعماله

### أفلام
| - سوق الجمعة:2018-ضيف شرف - الفاجومي:2011 - الشرسة:1993 - مجانينو:1993 - امرأة آيلة للسقوط:1992-شوقي-ضابط القسم - المتهمون:1992 - في العشق والسفر:1991 - اليوم المشهود:1991-بيومي | - ليل وليالي:1991 - أيام الماء والملح:1990-برهوم - جواز عرفي:1990 - وضاع الطريق:1990 - إنه قدري:1989 - حكاية تو:1989 - ضحية حب:1988-حسام - اخترت حياتي:1988-أحمد علوي | - المتمرد:1987-يحيى ولد منصور - النصيب مكتوب:1987-شوقي البهنساوي - مرارة الأيام:1986-جابر - بيت الكوامل:1986-المهندس علي - الحلم القاتل:1986-رامي - الأنثى:1986-شوقي - كدابين الزفة:1986 - الداهية:1986-اشرف | - جبروت امرأة:1984-نور - حب في الزنزانة:1983-حسام علي - الأقدار الدامية:1982 - انتخبوا الدكتور سليمان عبدالباسط:1981-ضابط شرطة - حبيبي دائمًا:1980-سلامة-طبيب الأنف والأذن - عيب يا لولو .. يا لولو عيب:1978-فريد - مأساة الدكتور سلامة - ليل وغوازي |

### مسلسلات
| - لآخر نفس:2019-شعبان - كأنه إمبارح:2018-الريس عدلى - عوالم خفية:2018-طلعت الملاح-ضيف شرف - الشريط الأحمر:2018-كابتن التأهيل - الحالة ج:2017-غريب الحناطي - الأب الروحي (ج1):2017-غزال - واحة الغروب:2017 - هي ودافنشي:2016 - الميزان:2016-الشيخ عارف-ظهور خاص - حارة اليهود:2015 - دنيا جديدة:2015 - بين السرايات:2015-والد الاستاذ سليمان - من الجاني؟:2015-صالح عويس / ضيف ح5 - عائلة مجنونة:2015-البواب - تفاحة آدم:2014 - حلاوة الروح:2014 - هز الهلال يا سيد:2013 - الداعية:2013 - الركين:2013-زغلول - أم الصابرين:2012 - سيدنا السيد:2012 - أشجار النار:2012 - شمس الأنصاري:2012 - احنا الطلبة:2011-والد ماجد - عائلة مجنونة ( جن مصور ):2011 - الجماعة:2010 | - أكتوبر الآخر:2010-بهاء - أيام الحب والشقاوة:2010 - كليوباترا:2010 - حدف بحر:2009-شوقي/والد مشمش - الوتر المشدود:2009 - راجل وست ستات (ج5):2009 - أفراح إبليس:2009 - حكايات البنات:2009 - نسيم الروح:2008 - الفنار:2008 - قمر 14:2008 - آيات وحكايات:2007 - أمير الشرق عثمان دقنة:2007 - الإمام المراغي:2006-أحمد حسنين باشا - عيون تائهة:2006 - الإمام محمد عبده:2005 - ذنوب الأبرياء:2003 - رياح الماضي:2003 - رجل الأقدار:2003-معاوية بن أبي سفيان - المرأة في الإسلام:2003 - فارس العرب:2002-غالب - الحياة امرأة:2001-ضيف شرف - قسمتي ونصيبي:2001-هريدي - بوابة الحلواني (ج4):2001محمد عبيد أفندي - سوق الرجالة:2000 - أم كلثوم:1999 | - الحنين إلى الماضي:1999-سعيد - يوم عسل يوم بصل:1998-أ. خالد - وبقيت الذكريات:1998-سيد بلبول - جمهورية زفتى:1997-عوض الجندي - سعد اليتيم:1997-سعيد - رابعة تعود:1996 - أبو القاسم الطنبوري وإخوانه:1995 - سر الأرض:1994 - الحضارة العربية الإسلامية:1993 - السيرة العربية:1992 - ولا يزال الحب مستمرا:1992 - مغامرات زكية هانم:1992 - البريمو:1991 - شموع لا تنطفئ:1991 - تحت اقدام الزمن:1991 - ليه يا زمن:1989 - الحب في عصر الجفاف:1989-عمر ( الأسيوطي) مكرم - القضاء في الإسلام (ج2، 7، 9):1989، 1997، 2000 - اللقاء الثاني:1988 - صعاليك ولكن شعراء:1988-الشنفرى - الإسلام والإنسان:1988 - البيت الكبير:1988 - ألف ليلة وليلة: كريمة وحليمة وفاطيمة:1987-كروان - الوجه الآخر:1987-نوح - الحب وأشياء أخرى:1986-حسيني | - المكتوب على الجبين:1986 - حارة الشرفا:1986 - الطاحونة (ج2):1986-عوض - الجدران الدافئة:1985 - الاحباب والمصير:1984 - السندباد:1984 - نور الدين زنكي:1984 - اللعبة:1983 - الامتحان:1983-فاروق - أيوب البحر:1982 - محمد رسول الله (ج3، 5):1982، 1985-الراهب بحيرا - اللقاء الأخير:1982 - سر الغريبة:1982 - علياء والمدينة:1979 - زيارة ودية:1979 - أدركني يادكتور - جوهرة القصر - لن نبكي من اجلهم - نهاية القصة - المباراة - الأرض الطيبة - لينه - وجاء الإسلام بالسلام - الحب والطوفان - غدا تشرق الشمس - ولكنه الحب-الدكتور حسيب |

| - حوش بديعة:2016 - ورد الجناين:2011 - المحظوظ:2009 - عالم أقزام:2009 - كان جدع:2007 - خداع البصر:2001 | - ملك الأمراء:1999 - سعدى ومرعي:1999-أبو زيد الهلالي - اسكندرية والمحبوب:1998-عبد الله النديم - عباس في الباي باي:1990 - أولادي:1985 - مولد وصاحبه غايب:1985-أحمد | - مع خالص تحياتي:1980-سامي - أبو زيد الهلالي سلامة - الرقص مع الزمن - مسافر ليل-الراكب - الساحرة - بلال مؤذن الرسول |

| - رصاصه في الظلام:1991-الرائد احمد - أحلام مشروعة:1990 - القلوب عند بعضها:1988 - الست عيشه - قضية طفل برئ | - لا وقت للضياع - طلقة في الظلام - عجيبة-فوزي عبد الغني - ضحية حب - مرة واحد صاحبنا |

## وفاته
توفي في 11 يونيو 2020 بأحد مستشفيات العباسية في القاهرة إثر هبوط مفاجئ في الدورة الدموية وبعض أمراض الصدر.

## روابط خارجية
- محمود مسعود على موقع الدهليز
- محمود مسعود على موقع قاعدة بيانات الأفلام العربية